# Chiamata d'emergenza (serie televisiva)

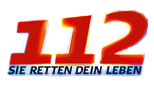
Logo della serie

Chiamata d'emergenza (titolo originale: 112 - Sie retten dein Leben, letteralmente "112 - Salvano la tua vita") è una fiction televisiva tedesca, a metà tra la serie televisiva e la soap opera, prodotta dalla Film- und Stuntproduktion GmbH e dalla Action Concept dal 2008 al 2009.
Tra gli interpreti principali, figurano Joachim Raaf, Dominic Saleh-Zaki, Joséphine Thiel, Tanja Lanäus, Sandra Maria Schlegel, Gernot Schmidt, Mariam Kurth, Mats Reinhardt e Simona Brokman. La fiction è stata girata per una sola stagione, che si compone di 110 puntate.

## Trama
Colonia, Germania. Una squadra speciale composta da medici, paramedici, vigili del fuoco e poliziotti risponde alla chiamate che giungono al numero di emergenza 112, pronta ad intervenire in qualsiasi situazione di estrema emergenza, come incidenti, incendi, ecc.
La squadra, coordinata da Rita Brandt, è composta tra gli altri, dal capufficio Martin Carstens, dal poliziotto Florian Carstens (figlio di Martin), dal medico generico Judith Voss e dalla sua assistente Steffi Felten, dal capo della polizia Nicole Held, dal vigile del fuoco Kadir Karabulut e dall'elicotterista Peter Wells. Fa da contorno alle vicende il rapporto tutt'altro che idilliaco tra Martin e Florian, entrambi innamorati di Steffi Felten.

## Produzione
La fiction è stata girata tra Colonia e Düsseldorf

## Distribuzione
In Germania, la fiction è andata in onda in prima TV sull'emittente televisiva RTL Television, dove veniva trasmessa quotidianamente dal lunedì al venerdì: la prima puntata fu trasmessa il martedì 25 agosto 2008, l'ultima giovedì 5 febbraio 2009.
In Italia è andata in onda su LA7 e poi su LA7d a partire dal 2 agosto 2010.
Alcune delle uscite internazionali sono state:
- Australia: 112 - Emergency[16]
- Italia: Chiamata d'emergenza[2][6]
- Ungheria: 112 - Életmentők[16]

## Guest-star
Tra le guest-star apparse nella fiction, figurano, tra gli altri (in ordine alfabetico):
- Anne Apitzsch (3 ep.)
- Caroline Beil (2 ep.)
- Shalyn Casar (3 ep.)
- Christoph Feith (2 ep.)
- Keiron Freigang (2 ep.)
- Hanno Friedrich (2 ep.)
- Clara Florinda Gerst (2 ep.)
- Jakob Gillmann (3 ep.)
- Simone Gorholt (2 ep.)
- Meike Gottschalk (2 ep.)
- Alexander Granzow (1 ep.)[18]
- Thomas Hatzmann (2 ep.)
- Melina Hennen (2 ep.)
- Thomas Hinrich (2 ep.)
- Nikolas Jürgens (2 ep.)
- Arne Obermeyer (3 ep.)
- Frank Riede (2 ep.)
- Kilian Schüler (2 ep.)
- Ben Steinhoff (2 ep.)
- Alexandra Sydow (2 ep.)
- Stephanie Voit (2 ep.)
- Verena Zimmermann (1 ep.)[19]